# Halloween VI – Der Fluch des Michael Myers
Halloween VI – Der Fluch des Michael Myers ist ein Horrorfilm von Joe Chappelle aus dem Jahr 1995. Nachdem Halloween V – Die Rache des Michael Myers an den Kinokassen wenig erfolgreich war, versuchte man erneut, der Handlung eine neue Richtung zu geben.

## Handlung
Michael Myers’ Nichte Jamie, die jahrelang in den Fängen einer Sekte lebt, bringt dort Michaels Kind zur Welt. Unter Mithilfe einer Hebamme, die zur Strafe dafür von Michael getötet wird, indem er ihren Hinterkopf in einen hervorstehenden scharfen Metallteil hoch an der Wand aufspießt, kann Jamie ihren Peinigern entkommen. Sie flieht mit dem Baby in einem gestohlenen Pick-up und wird von Michael verfolgt. Nach einem kurzen Stopp, wo sie das Kind unbemerkt verstecken kann, flieht sie weiter bis in eine alte Scheune. Hier tötet Michael Jamie, indem er sie auf einen Maisdrescher spießt, diesen anzündet und sie ausweidet.
Unterdessen wird der pensionierte Dr. Sam Loomis von seinem Bekannten Dr. Terence Wynn, dem Hauptverwalter des Smith's Grove Sanatoriums, besucht, wo Michael als Junge eingesperrt worden war. Wynn bittet Loomis, nach Smith's Grove zurückzukehren und ihn bei seinen Forschungen zu unterstützen.
Zurück in Haddonfield, lebt Tommy Doyle, der früher Michael Myers’ Mordanschlag überlebt hatte. Seitdem er Michael als Kind gesehen hat, ist Tommy besessen davon, die Wahrheit über ihn und seine Motive herauszufinden. Er entdeckt Jamies Baby in einer Busstation und nimmt es in seine Obhut. Tommy bringt das Kind in ein Krankenhaus und trifft dort auf Dr. Loomis. Nachdem die Leiche von Jamie gefunden wurde, sind beide davon überzeugt, dass Michael nach Haddonfield zurückgekehrt ist. Tommy berichtet Dr. Loomis von Familie Strode, die heute im Haus von Myers lebt. Die Familie ist entfernt mit Michael verwandt und seiner Meinung nach in Gefahr. Er verabredet sich mit Dr. Loomis zum Abend, um näher darüber zu reden und verlässt mit dem Baby die Klinik. Er bringt das Kind zu sich nach Hause und gibt ihm den Namen Steven.
Michael betritt derweil „sein“ Haus und tötet dort Debra Strode mit einer Axt und versteckt sie im Keller. Als ihr sechsjähriger Enkel Danny nach Hause kommt und niemanden antrifft, gesellt sich Tommy mit dem Baby zu ihm. Nachdem Dannys Mutter Kara dazukommt, ist sie zunächst empört über den fremden Mann im Haus. Tommy outet sich schnell als besorgter Nachbar und berichtet Kara, was es mit diesem Haus auf sich hat und dass sie mit dem Gebäude ein tödliches Erbe angetreten haben. Er nimmt sie mit zu sich hinüber und enthüllt ihnen, dass er glaubt, dass Michael mit Thorn, einem uralten Druidenfluch, infiziert wurde. Vor langer Zeit musste ein Kind aus jedem Stamm, das den Fluch von Thorn tragen sollte, seine nächsten Angehörigen in der Nacht von Samhain oder Halloween opfern, um so den ganzen Stamm zu retten. Tommy glaubt, dass Steven Michaels letztes Opfer sein wird.
Während Tommy nach Dr. Loomis Ausschau hält, enthüllt Tommys Haushälterin gegenüber Kara, dass sie in der Nacht, in der Michael seine Schwester getötet hat, dort als Kindermädchen im Haus war. Michael hätte eine Stimme gehört, die ihn angewiesen hätte, seine Familie umzubringen und nun behauptet sie, dass auch Danny diese Stimme hören würde. Inzwischen tötet Michael Radioreporter Barry Simms, Karas Vater, ihren Bruder Tim und Tims Freundin Beth. Kara versucht Beth noch von Tommys Wohnung aus anzurufen, um sie zu warnen, doch es ist bereits zu spät.
Nachdem Tommy mit Dr. Loomis nach Hause gekommen ist, müssen sie erkennen, dass Dr. Terence Wynn hier auf sie wartet und offensichtlich seine eigenen Ziele verfolgt. Zusammen mit einigen Helfern hat er sie überwältigt und kurzzeitig betäubt. Kara, Danny, Steven und Michael hat er nach Smith's Grove entführt. Dort stellt Dr. Loomis Wynn zur Rede und dieser offenbart, dass er sich auf Genforschung spezialisiert hat. Mit Jamies Baby könnte er seinen eigenen „Michael“ erstellen und „das Böse“ kontrollieren. Tommy ist derweil auf der Suche nach Kara und den Kindern. Als er Kara findet und befreien will, muss er vor Michael fliehen. Er kann ihn kurzzeitig außer Gefecht setzen und sucht nun mit Kara nach Danny und Steven. Beide entdecken sie in einem Untersuchungsraum und fliehen mit ihnen, als Michael gerade damit beschäftigt ist, Wynns Chirurgen-Team abzuschlachten. Auf ihrer Flucht durch die langen Klinikgänge bleibt Michael ihnen auf den Fersen. Tommy stellt sich ihm und injiziert ihm eine ätzende Flüssigkeit in der Hoffnung, ihn damit töten zu können und schlägt ihn mit einem Bleirohr bewusstlos. Mitten in diesem Handgemenge treffen sie Dr. Loomis wieder, der ihnen hilft, aus dem Krankenhaus zu fliehen. Loomis selber weigert sich jedoch, mit Tommy, Kara und den Kindern mitzukommen, da er „noch etwas zu erledigen“ hätte.

## Hintergrund
Nach 6 Jahren Pause veröffentlichte Moustapha Akkad einen weiteren Film der Halloween-Reihe. Im Vorfeld erhielt der Film einige Arbeitstitel wie Halloween 6, Halloween 666: Curse of Michael Myers, Halloween 666: The Origin of Michael Myers, Halloween 6: The Curse of Michael Myers und Halloween: The Origin of Michael Myers.
Der Sound von John Carpenter wurde erneut angepasst und während der Szenenwechsel gibt es auch schnell durchlaufende Sequenzen. In den USA wurde der Film gut aufgenommen und war mehrere Wochen in den Kino-Top 10; insgesamt spielte er rund 15,1 Millionen US-Dollar ein. In Deutschland durfte er aufgrund der Freigabe ab 18 erst ab 22 Uhr im Kino gezeigt werden. Der Film lief in etwa 10 Prozent der deutschen Kinos für einen Zeitraum von etwa zwei Wochen mit einer Vorstellung am Tag. Der VHS- und DVD-Verkauf lief schleppend, so dass die Produktion der DVD wieder eingestellt wurde. Mittlerweile wurde der Film indiziert, was ein Verbot der öffentlichen Werbung zur Folge hat.
Trotz seines fortgeschrittenen Alters konnte man Donald Pleasence erneut verpflichten, doch noch während der Dreharbeiten verstarb Donald Pleasence, weswegen man das Projekt einstellen wollte. Da Miramax Films sich aber gerade die Rechte an der Halloween-Reihe gesichert und bereits viel Geld in den Film investiert hatte, wurde das Projekt weiterverfolgt. Das komplette Drehbuch wurde umgeschrieben und auf die bereits gedrehten Szenen mit Donald Pleasence zugeschnitten. Später widmete man Pleasence den Film. Die beschriebenen Schwierigkeiten begründen auch die Entstehung des begehrten „Halloween 666“ Producer′s Cut.
Im „Producer′s Cut“ gibt es ein alternatives Ende (das original vorgesehene Ende). In diesem kehrt Loomis noch einmal zurück, um nachzusehen, ob Michael Myers wirklich tot ist. Doch als er dem regungslosen Körper die Maske abnimmt, erkennt er, dass es nicht Michael ist. Daraufhin entdeckt er auf seinem Arm das gleiche Symbol, das auch Michael auf seinem Arm hat. Hierbei schreit er auf, und man sieht den echten Michael, der das Haus verlässt. Dieses Cliffhanger-Ende kann man so interpretieren, dass wahrscheinlich noch eine Fortführung des Stoffes in einem siebten Teil folgen sollte, in dem gezeigt worden wäre, was es mit dem Zeichen auf sich hat. Da Donald Pleasence jedoch verstarb, war diese Fortführung nicht möglich. So verzichtete man auf das ursprüngliche Ende und ersetzte es durch eine geschnittene Schlusssequenz, in der Loomis, mit der Absicht nach Michael zu sehen, ins Haus geht, man jedoch den Blick auf das Haus lässt, und den Aufschrei aus dem Original-Ende einspielte. So entstand das Ende in dem Loomis anscheinend ermordet wird.

## Kritik
Das Lexikon des internationalen Films wertete: „Konfuser, langatmiger Aufguss des altbekannten ‚Halloween‘-Stoffes mit einer Vielzahl von Nebenfiguren und -geschichten, der nur in wenigen Momenten an die Qualitäten des Originals von John Carpenter erinnert.“
Die Kritiker bei Filmtipps.at schrieben: „‚Halloween 6‘ ist kein besonders guter ‚Halloween‘-Film aber er ist auch nicht wirklich schlecht. Die Handlung – die man notgedrungen aus Teil 5 weiterführen musste – ist absoluter Quatsch, doch immerhin rasant inszeniert und mit guten Effekten versehen. Alles in allem bekommt man so einen recht soliden Slasher, der teilweise durchaus spannend und atmosphärisch dicht ist und sogar Spaß machen kann.“

## Besetzung und Synchronisation
| Rolle            | Schauspieler     | Synchronsprecher         |
| ---------------- | ---------------- | ------------------------ |
| Dr. Sam Loomis   | Donald Pleasence | Hans Teuscher            |
| Tommy Doyle      | Paul Rudd        | Markus Hoffmann          |
| Kara Strode      | Marianne Hagan   | Irina von Bentheim       |
| Dr. Wynn         | Mitchell Ryan    | Friedrich Georg Beckhaus |
| Debra Strode     | Kim Darby        | Monica Bielenstein       |
| Michael Myers    | George P. Wilbur | stumm                    |
| John Strode      | Bradford English | Jürgen Kluckert          |
| Tim Strode       | Keith Bogart     | Björn Schalla            |
| Beth             | Mariah O’Brien   |                          |
| Barry Simms      | Leo Geter        | Hans-Jürgen Wolf         |
| Jamie Lloyd      | J. C. Brandy     |                          |
| Danny Strode     | Devin Gardner    | Konrad Bösherz           |
| Mary             | Susan Swift      |                          |
| Mrs. Blankenship | Janice Knickrehm | Barbara Ratthey          |
| Dr. Bonham       | Alan Echeverria  |                          |